# Hypoxis sessilis
Hypoxis sessilis là một loài thực vật có hoa trong họ Hypoxidaceae. Loài này được Carl von Linné mô tả khoa học đầu tiên năm 1762.